# Carl Krohne
Carl Krohne, auch Karl Georg Julius Krohne, (* 10. Dezember 1836 in Dankelshausen bei Hannover; † 19. Februar 1913 in Berlin) war der Leiter des Strafvollzuges im preußischen Innenministerium.

## Biografie
Krohne war der Sohn des hannoverschen Landpfarrers Friedrich Krohne und dessen Ehefrau Dorette geb. Meyer. Er wandte sich, wie sein Vater, der Theologie zu und studierte von 1855 bis 1858 evangelische Theologie in Jena und Göttingen. Am 1. Oktober 1858 legte er seine erste theologische Prüfung beim Konsistorium in Hannover ab. Sein zweites theologisches Examen bestand er am 10. Juni 1861 in Oldenburg und wurde am 29. September 1861 ordiniert. Er war Hilfsprediger in einigen oldenburgischen Kirchgemeinden und wurde schließlich Pfarrer an der Strafanstalt in Vechta. Hier legte er den Grundstein zu seiner späteren Tätigkeit als Leiter des Strafvollzugs. Weiterhin soll er evangelischer Divisionspfarrer gewesen sein.
Am 4. April 1873 wurde Krohne Direktor der Strafanstalt Vechta. Danach war er ab dem 1. Januar 1876 Leiter eines Zuchthauses in Rendsburg. Die Erbauung der neuen Königlich-Preußischen Strafanstalten Kassel - Wehlheiden (heute Justizvollzugsanstalt Kassel I) von 1873 bis 1882 geht auf Krohne zurück. Er war hier der erste Direktor der Justizvollzugsanstalten (JVA). 1884 erhielt er die Leitung der Strafanstalt in Berlin-Moabit. Er war die treibende Kraft für die Errichtung der  Strafanstalt Siegburg, die 1886 als königlich-preußische Strafanstalt eröffnet wurde und 1896 auf Betreiben Krohnes einen Neubau erhielt.
1892 wurde er Vortragender Rat und Dezernent für das Gefängniswesen im preußischen Ministerium des Innern. Schon vorher war er zum Ehrendoktor und zum Wirklichen Geheimen Oberregierungsrat ernannt worden.
Krohne wurde zu einem bedeutenden Reformer im preußischen Strafvollzug im 19. Jahrhundert, der das Gefängniswesen im Sinne eines modernen Strafvollzuges durch Verbesserungen der Verhältnisse des Strafvollzugs mit der Möglichkeit der Resozialisierung nachhaltig prägte.
1911 formulierte der Reformer seine Ansichten:
„Im Strafvollzug ist neben dem vollen Ernst der Beugung unter die Rechtsordnung, der Rest von Gefühl für Sittlichkeit und Ehre, der auch in dem schlechtesten Verbrecher noch steckt, sorgfältig gehütet und weiter gebildet werden. Anstrengende aber nicht geisttötende Arbeit soll die Körper- und Geisteskräfte stärken; die Hoffnung, eine Abkürzung der Strafe sich verdienen zu können, soll die soziale Lebensenergie, die im verbrecherischen Treiben fast verloren gegangen ist, stärken; durch vorläufige Entlassung unter fürsorglicher Leitung soll die Wiedereingliederung in das geordnete soziale Leben erleichtert werden; vor allem aber soll die Gesellschaft den Rechtsbrecher, der den redlichen Willen hat, sich aus seinem tiefen Fall wieder aufzurichten, nicht zurück stoßen; sie soll nicht nur vergeben, sondern auch vergessen können.“
Ehrungen
- Die Carl-Krohne-Straße in Bremen, Stadtteil Gröpelingen, Ortsteil Ohlenhof, wurde nach ihm benannt.

## Werke
- Die Organisation des Gefängniswesens, Oldenburg 1868.
- Der preußische Staat und die kirchliche Frage, Oldenburg 1874.
- Das Denkmal der Oldenburger bei Vionville, Oldenburg 1875.
- Die gesetzliche Regelung des Strafvollzuges im Deutschen Reiche, Oldenburg 1875.
- Die Gefängnissbaukunst, 1888.
- Lehrbuch der Gefängniskunde nach dem jede Gefangenenbibliothek mindestens 3 Bücher je Haftplatz besitzen sollte. Stuttgart 1889.
- zusammen mit Rudolf Uber: Die Strafanstalten und Gefängnisse in Preussen, Bd. I. C. Heymann, Berlin 1901.
- Erziehungsanstalten für die verlassene, gefährdete und verwahrloste Jugend in Preußen, Berlin 1901.
- Seine Schriften und Reden auf dem Gebiete des Strafrechts und der Jugendfürsorge. zusammengestellt von Dr. Rosenfeld
- Kriminalstatistische Tabellen zu den Vorträgen des Geh. Ober-Reg. R. Dr. Krohne über Verbrechen, Strafe und Strafvollzug.